# Вињил (Долина Аосте)
Вињил је насеље у Италији у округу Долина Аосте, региону Долина Аосте.
Према процени из 2011. у насељу је живело 64 становника. Насеље се налази на надморској висини од 939 м.